# ماركوس مان (لاعب كرة سلة)
ماركوس مان (19 ديسمبر 1973 بقرطاج في الولايات المتحدة - ) (بالإنجليزية: Marcus Mann)‏ هو لاعب كرة سلة أمريكي في مركز هجوم قوي الجسم.

## وصلات خارجية
- ماركوس مان على موقع سبورتس رفرنس (الإنجليزية)
- ماركوس مان على موقع كلية كرة السلة في سبورتس رفرنس.كوم (الإنجليزية)
- ماركوس مان على موقع ريلجم (الإنجليزية)